# مهاة أبو عدس
مهاة أبو عدس أو مها أبو عدس، والذي يُعرف حديثا أيضا باللغة العربية بمجرد أبو عدس وأحيانا بالبقر الوحشي والظبي اللولبي القرون، هو أحد أنواع الظباء الصحراوية المهددة بالانقراض والذي يعيش في بضعة مناطق معزولة في الصحراء الكبرى حاليّا وبعض محميات الطرائد الخاصة في الولايات المتحدة وبعض أنحاء أوروبا. يُعتقد أن هذا النوع من الحيوانات كان يتواجد في جنوب فلسطين منذ آلاف السنين، فقد ورد ذكر في التوراة لاسم عبري لأحد الحيوانات التي استوطنت فلسطين وتُرجم هذا الاسم على أنه أبو عدس، على أنه يحتمل أن تكون الترجمة غير دقيقة. هذه الحيوانات قريبة من مختلف أنواع المهاة، إلا أنها تختلف عنها من جهة امتلاكها لأسنان مربعة شبيهة بأسنان الماشية، وافتقادها للغدد المفرزة للمسك على وجنتيها.
يعتبر أبو عدس من الحيوانات المألوفة في الأسر على الرغم من ندرته في موئله الطبيعي، حيث يتم إكثاره في المزارع الخاصة بتربية الطرائد لصيده بالإضافة لحدائق الحيوانات. هناك أقل من 500 رأس باق من هذه الحيوانات في البريّة، وأقل من 860 في الأسر. ويجدر بالذكر أن اسم مهاة أبو عدس في الإنكليزية «Addax، أداكس» يشتق من العربية «أبو عدس».
جاء في «حلية الفرسان وشعار الشجعان» لابن هذيل في باب «السلاح والعدة على الإطلاق» أنَّ «الّلمط هو حيوان من إحدى غرائب المغرب، يَعْمُرُ الصَّحارَى يُصنع من جلده الدَّرق. وخاصية دَرَقة جلد الّلمط أنها أن أصيبت بضربة سيف أو رمح انغلقت الضَّربةُ والتحمت من وقتها واختفت فلا تظهر».

## صفات النوع
يبلغ ارتفاع أبو عدس حوالي المتر عند الكتفين ويزن ما بين 60 و120 كيلوغراما. يكون لون هذه الظباء أبيض على معظم الجسد عدا الصدر والعنق والرأس التي تكون بنيّة بمعظمها عدا بقعة بيضاء صغيرة فوق جسر الأنف وحول الفم، ويتغير لون شعر هذه الحيوانات بتغيّر الفصول حيث تكون بيضاء في الصيف بنية في الشتاء. تمتلك هذه المهاة علامات بنية أو سوداء على رأسها تتخذ شكل "X" فوق أنفها، كما تمتلك لحية هزيلة وخيشومين حمراوين، بالإضافة لشعر أسود يبرز من بين القرون ويُشكل لبدة خفيفة حول العنق. يمتلك كلا الجنسين قرونا ملتوية يصل طولها في الإناث 80 سنتيمترا و120 سنتيمترا في الذكور، ولها أيضا حوافر عريضة مبطنة بما يشبه الخف ليساعدها على المشي فوق الرمال الناعمة. وذيلها قصير ينتهي بخصلة شعر.

## السلوك
تعيش مهاة أبو عدس في المناطق الصحراوية حيث تتغذى على الأعشاب وأوراق أي صنف من الشجيرات والآجام التي تجدها، وهي لا تشرب الماء في العادة بل تحصل على كل العصارات التي تحتاجها من النبات الذي تأكله. وهذا الصنف من الظباء ليلي النشاط وتبقى خاملة خلال النهار لتحافظ على نشاطها ولتتفادى ارتفاع حرارة جسدها. تتكون قطعان أبو عدس من أفراد من الذكور والإناث، ويتراوح عدد أفراد القطيع من رأسين إلى 20 رأسا على الرغم من أن الأعداد كانت أغزر في الأزمنة السابقة. ويجول القطيع لمسافات شاسعة بحثا عن مصادر للطعام، ولهذه القطعان نظام اجتماعي تراتبي بحسب السن على ما يُعتقد حيث يقود القطيع الذكر الأكبر سنا، والذي يتزاوج مع جميع الإناث. يولد صغير واحد عادةً ويُفطم بشكل كامل عندما يبلغ الشهر من العمر. يمكن لمهاة أبو عدس أن يُعمّر حتى 25 سنة في الأسر.

## الانتشار

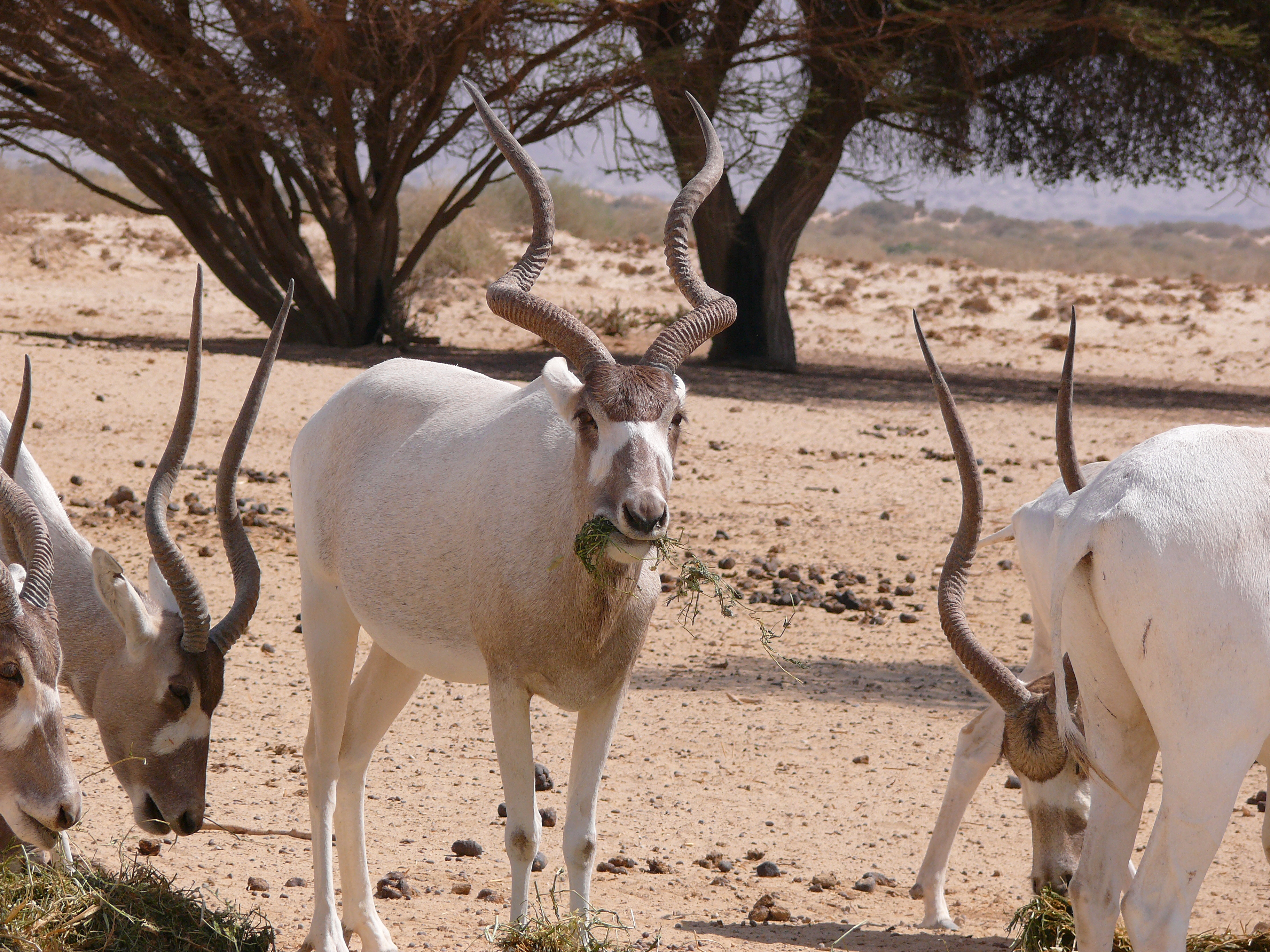
قطيع من مهاة أبو عدس في محمية حاي-بار يوطفاتا في صحراء النقب.

هذه الحيوانات تنتشر، منذ آلاف السنين، عبر شمال أفريقيا بكامله، وصولا إلى بعض أنحاء شبه الجزيرة العربية وفلسطين. تُظهر الرسومات في المقابر المصرية القديمة أن هذه الحيوانات أحتفظ بها كمواش مستأنسة قرابة العام 2500 ق.م. وحتى ما يُقارب مئة سنة كانت هذه الحيوانات لا تزال منتشرة بشكل واسع من محيط اطلسي غرب المغرب وموريتانيا وصولا إلى السودان شرقا، ولكن أعدادها تراجعت وانحصرت في مناطق محددة لأسباب مختلفة. ومن هذه الأسباب تدمير المسكن لغرض إقامة مشاريع تنموية، والصيد المكثّف بغية الحصول على قرونها وجلدها. ومما ساعد على انخفاض أعدادها بهذه الوتيرة أنها ظباء بطيئة الحركة مقارنة بالأنواع الأخرى، ويُعرف عنها أنها تُنهك نفسها بالعدو حتى الموت، مما جعلها طريدة سهلة المنال للصيادين المزودين بالأحصنة أو السيارات.

## المحافظة على النوع
يتم إكثار أبو عدس في العديد من حدائق الحيوانات والمنتزهات القومية والمحميات حول العالم، ومن هذه المحميات محمية حاي-بار يوطفاتا الإسرائلية التي تقوم بتربية هذه الحيوانات وتزويجها في الأسر تمهيدا لإطلاق ممكن في المستقبل في صحراء النقب جنوبي فلسطين، على الرغم من أن هذه المنطقة قد تكون خارج النطاق الطبيعي لموطن هذا النوع. ومن أكبر برامج الإكثار في الأسر لمهاة أبو عدس هي تلك التي تتم في حديقة حيوانات هانوفر في ألمانيا، حيث تتم تربية هذه الحيوانات هناك ومن ثم إرسال بعض المجموعات منها إلى المغرب وتونس حيث يتم إبقائها في مناطق مسيجة كي يصار إلى إطلاقها في المستقبل إلى البريّة. كانت هذه الحيوانات قد انقرضت في البرية سابقا، إلا أن حديقة حيوانات بروكفيلد في بلدة بروكفيلد، إلينوي، قامت بإطلاق 4 رؤوس منها إلى البرية حيث تكاثرت بسرعة كبيرة.

## معرض صور

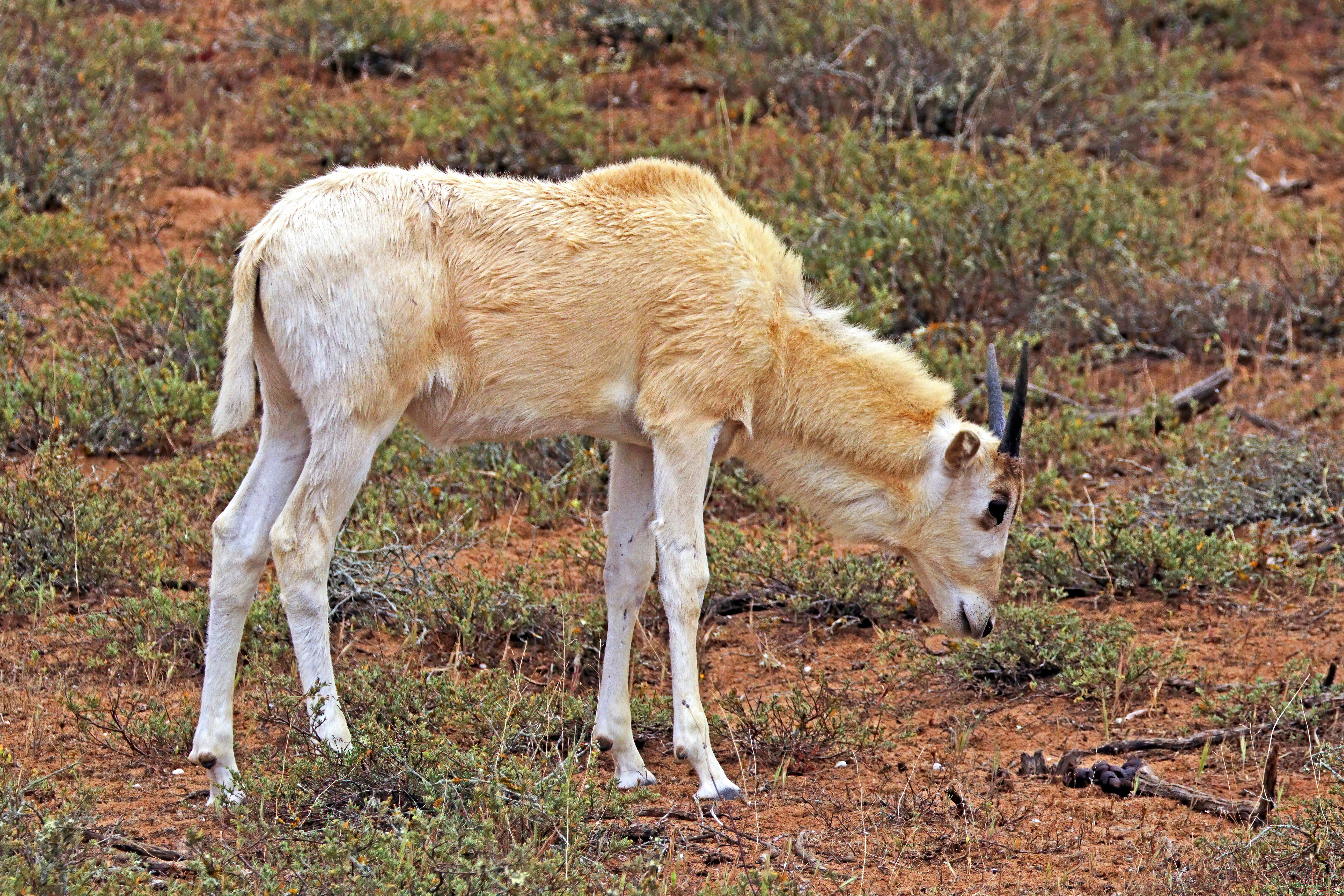
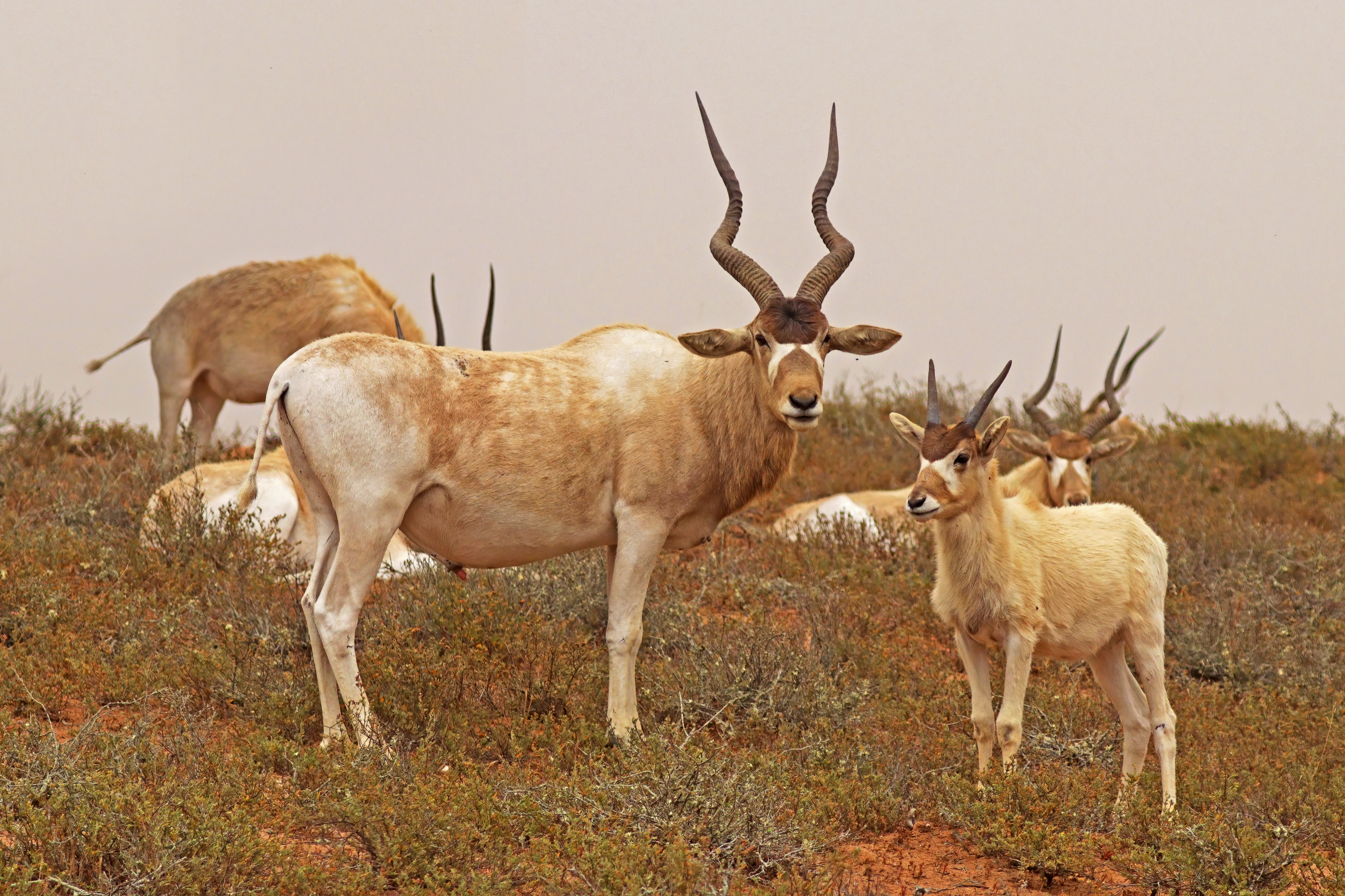
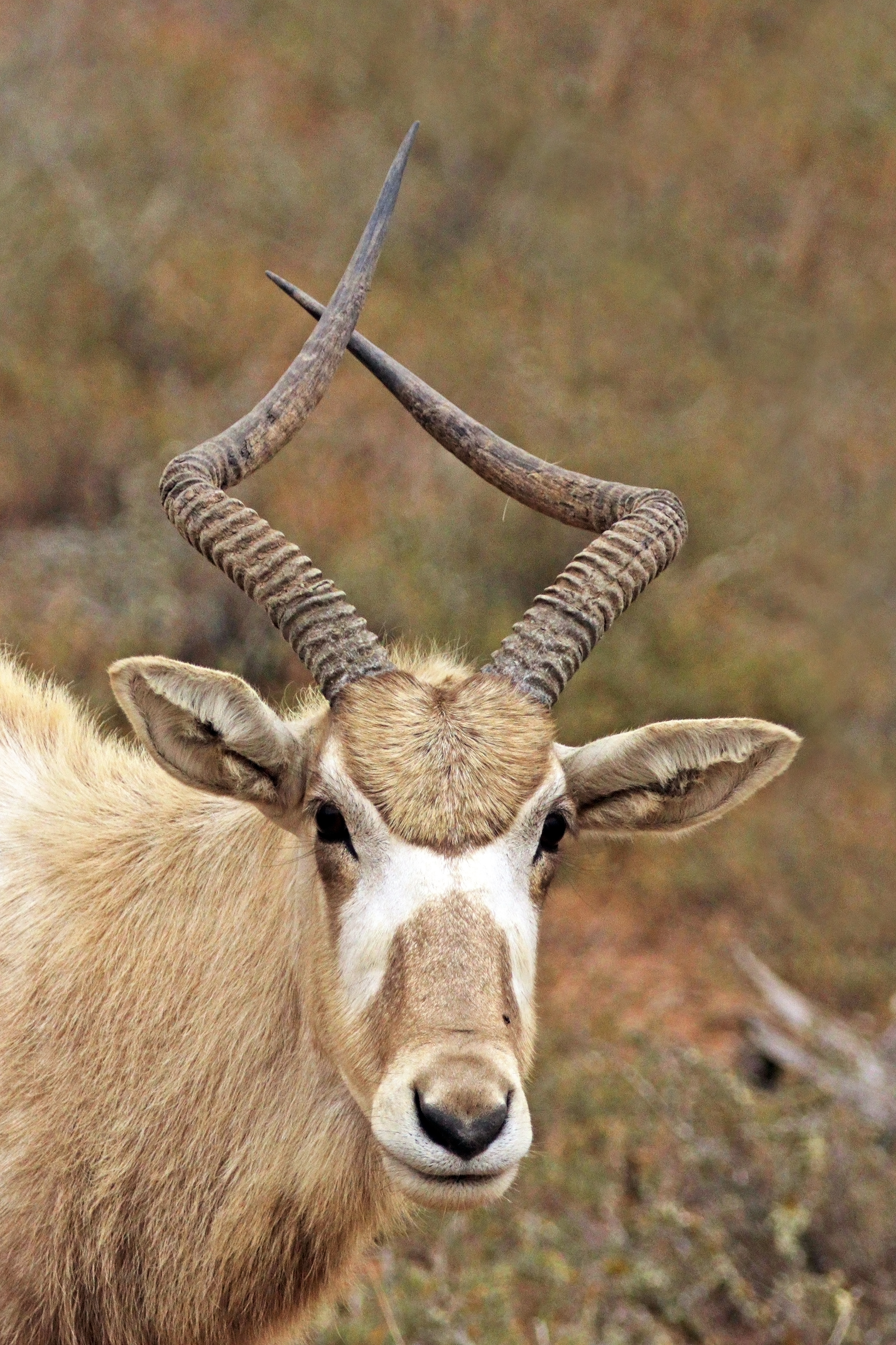
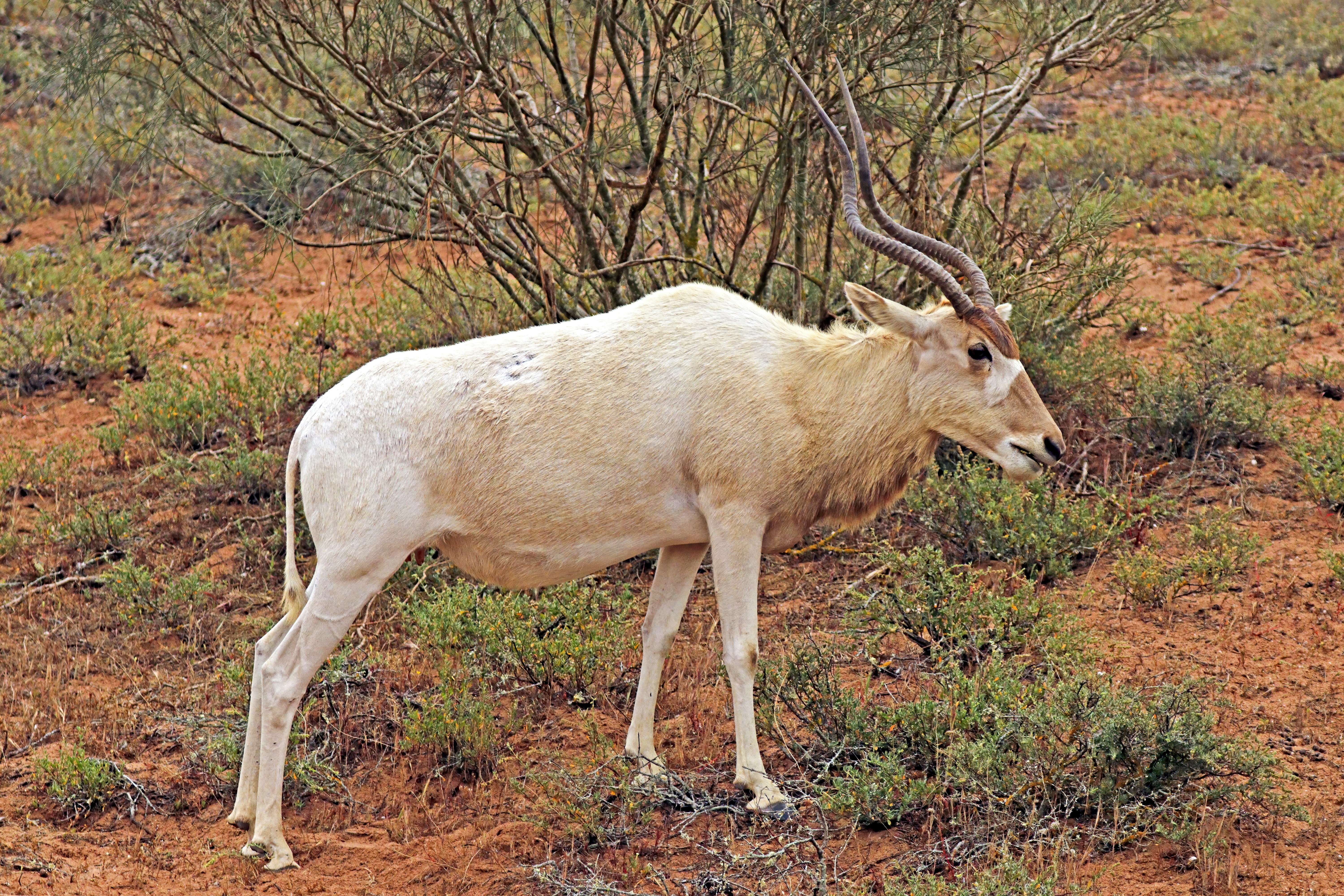